# Simon Reynolds
Simon Reynolds (ur. 11 kwietnia 1969 w Toronto) – kanadyjski aktor.

## Filmografia
- 2008: Flash of Genius jako mężczyzna z chryslera
- 2008: Gwiazda od Zaraz jako Stuart Harrison
- 2008: Traitor jako Blake
- 2008: Bull jako Jay
- 2007: Piła IV (Saw IV) jako Lamanna
- 2007: Poziom -2 (P2) jako Bob Harper
- 2006: Bomba zegarowa (Time Bomb) jako Zawadski
- 2006: Strażnik (Sentinel) jako Tom Dipaola
- 2005: Fatum (Dark Water) jako Człowiek w windzie
- 2005: Prize Winner of Defiance Ohio jako Ray, mleczarz
- 2005: Podróże z moją siostrą (Riding the Bus with My Sister) jako Morros
- 2004: R.U.U. jako Seth
- 2004: Kevin Hill jako Gerald Draisin (gościnnie)
- 2004–2008: Gwiazda od zaraz (Instant Star) jako Stuart Harrison
- 2003: Cold Creek Manor jako Ray Pinski
- 2002: Sekta 2 (Skulls II) jako Phillip Sprague
- 2002: Tajniak (Undercover Brother) jako Golfista
- 2002–2003: Życie ulicy (Street Time) jako Steve Goldstein (gościnnie)
- 2000: Our Hero jako pan Finzwaite (gościnnie)
- 1997: Wrogość (Hostile Intent) jako Crowther
- 1997–2002: Ziemia: Ostatnie starcie  (Earth: Final Conflict) jako Doktor Copple (gościnnie)
- 1996: Critical Choices jako David
- 1995: Gdzie są pieniądze, Noreen? (Where's the Money, Noreen?) jako Teddy
- 1993: Droga do zwycięstwa (Lifeline to Victory) jako Mac McNaughton
- 1992: Wrota 2 (Gate II: Trespassers) jako Moe
- 1991–1993: Beyond Reality (gościnnie)
- 1991: Podróż w mrok (Deadly Betrayal: The Bruce Curtis Story) jako Bruce Curtis
- 1989–1996: Nocny łowca (Forever Knight) (gościnnie)
- 1987–1988: Ufozaury (Dinosaucers) jako Ryan (głos)
- 1987: Mój przyjaciel Monster (My Pet Monster) jako (głos)
- 1987–1990: Friday the 13th jako Russell (gościnnie)
- 1985–1988: Check It Out jako Murray Amherst
- 1984: Dzień Martina (Martin’s Day) jako Jim
- 1984: Guardian jako Robbie Hyatt